# Descurainia longipedicellata
Descurainia longipedicellata är en korsblommig växtart som först beskrevs av Eugène Pierre Nicolas Fournier, och fick sitt nu gällande namn av Otto Eugen Schulz. Descurainia longipedicellata ingår i släktet stillfrön, och familjen korsblommiga växter. Inga underarter finns listade i Catalogue of Life.